# Apolonia Załuska-Strömberg
Apolonia Gertruda Junosza-Załuska-Strömberg (ur. 9 lutego 1906 w Grudziądzu, zm. 25 lutego 2005) – polska i szwedzka filolog, tłumaczka, lektorka uniwersytecka.

## Życiorys
Dzieciństwo spędziła w Brodnicy, od 13 roku życia uczyła się w szkole dla dziewcząt w Kościerzynie. W 1924 ukończyła gimnazjum w Warszawie, a następnie studiowała na Wydziale Polonistyki Uniwersytetu Poznańskiego. W 1930 obroniła pracę pt. "Przyroda w twórczości Franciszka Karpińskiego" i uzyskała stopień magistra filologii.
Doktoryzowała się w 1934 przedstawiając pracę pt. "Poezja opisowa Dellille'a w Polsce" na Uniwersytecie Jagiellońskim, uzyskała wówczas wyróżnienie za najlepszą pracę roku. W 1936 zamieszkała w Warszawie, gdzie rozpoczęła studia w zakresie filologii szwedzkiej, a po otrzymaniu stypendium wyjechała do Szwecji, gdzie do 1939 pracowała jako lektor języka polskiego na uniwersytecie w Uppsali, równocześnie tłumacząc ze szwedzkiego i pracując naukowo. Pierwsze prace translatorskie spłonęły na początku wojny w magazynach wydawnictwa Książnica Atlas w Warszawie.
W 1939 powróciła do Polski i udzielała lekcji z języka szwedzkiego, wybuch II wojny światowej zastał ją w Brodnicy. Ukrywając swoje wykształcenie pracowała fizycznie aktywnie angażując się w działalność konspiracyjną Armii Krajowej, dosięgnęły ją represje związane z akcją "Łańcuch". Po zakończeniu działań wojennych została dyrektorem liceum w Brodnicy, ale po kilku miesiącach zrezygnowała z tego stanowiska i przeniosła się do Krakowa, gdzie została lektorem szwedzkiego na Uniwersytecie Jagiellońskim. W 1946 otrzymała stypendium Ministerstwa Wychowania Religijnego i Oświecenia Publicznego w Warszawie i wyjechała do Uppsali, gdzie podjęła pracę lektora języka polskiego na uniwersytecie i kontynuując równocześnie studia nad językami nordyckimi, szczególnie językiem staroislandzkim. Od 1957 wykładała tam filologię skandynawską.
Na język polski przełożyła wiele klasycznych dzieł i sławnych sag islandzkich, m.in. wydaną w 1986 przez Ossolineum Eddę poetycką.
Była członkinią wielu stowarzyszeń naukowych, m.in.: Polskiego Towarzystwa Naukowego na Obczyźnie, Språkvetenskapliga Sällskapet w Uppsali i Samfundet för Nordisk Forskning w Sztokholmie.
Zgodnie z jej ostatnią wolą spuścizna w postaci korespondencji, publikacji, dokumentów oraz rzeczy osobistych została przekazana do muzeum w Brodnicy.

## Odznaczenia
W 1975 roku rząd Islandii za wkład w szerzenie kultury islandzkiej przyznał jej najwyższe odznaczenie – Krzyż Rycerski Orderu Sokoła Islandzkiego.